# Peeter Järvelaid

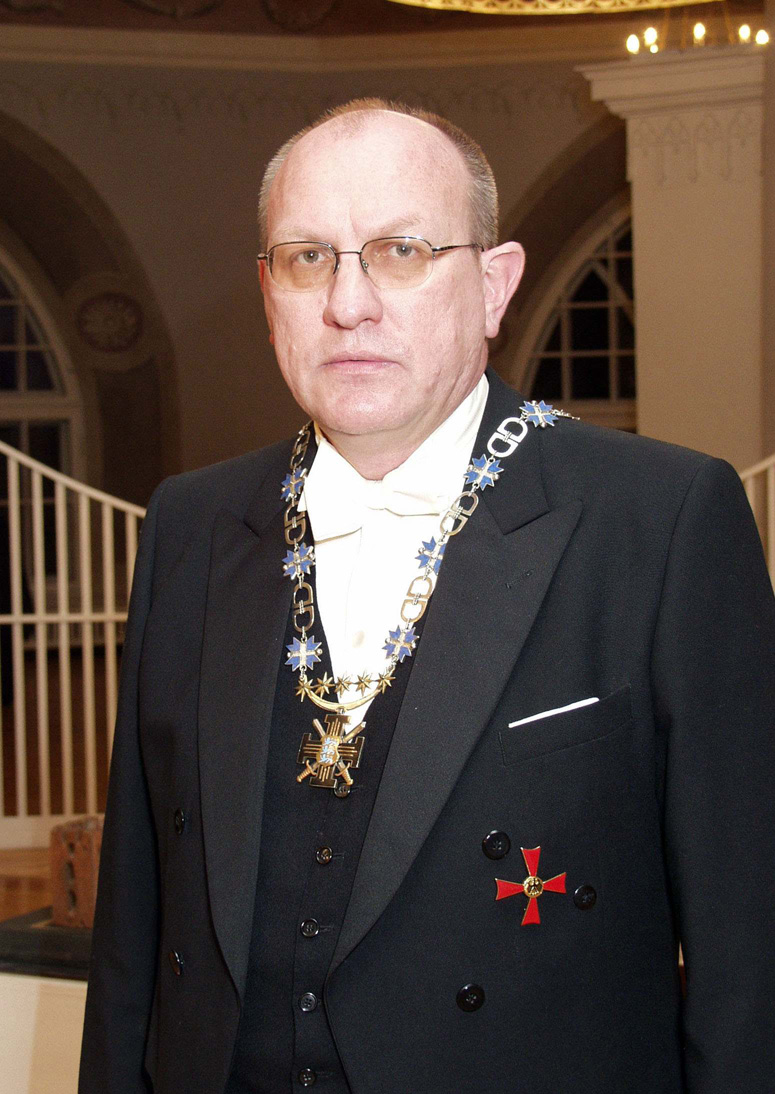

Peeter Järvelaid (ur. 28 listopada 1957, Tallinn) – estoński historyk, prawnik,  profesor Uniwersytetu Tallińskiego. Opracował semiotyczne osobowo zorientowany kierunek badań historycznych. Jest autorem ponad 200 artykułów naukowych ogłoszonych. Peeter Järvelaid jest absolwentem Uniwersytetu w Tartu (1981). W 1990 habilitował na Moskiewskim Państwowym Prawnym Uniwersytecie.

## Wybrane publikacje
- Методологические возможности историко-правового знания в юридической теории (анализ историческово материала Тартусково университета) Методология права : общие проблемы и отраслевые особенности. Тарту, 1988. (Tartu Ülikooli toimetised ; 806 / Õigusteaduslikke töid ; [37] / Studia iuridica : historia et theoria ; 1). c. 121-142
- Из истории юридическото образования в Эстонии в XVII-XIX вв. /[ответственные редакторы И. Н. Грязин, П. М. Ярвелайд]. Тарту :[Тартуский университет], 1989, 195 c.
- Теоретические проблемы юридической практики / [ответственные редакторы И. Н. Грязин, П. М. Ярвелайд]. Tарту : [Tartu Ülikool],1990, 139 c.
- Strafrechtslehre an der Universität Tartu von 1802 bis 1820. Kriminaalteaduslikke uurimusi Tartu Ülikoolis. Tartu, 1989. (Tartu Ülikooli toimetised ; 861/Õigusteaduslikke töid ; [45]). c. 19-25
- On the correlation of the legislative and executive power in the Republic of Estonia (1918-1940) Theorie und Institutionsystem der Gewaltentrennung in Europa. Budapest. (Studies on public administration and law ; 4), pp. 139-148 (1993).
- Die historische Rechtsschule Russlands und Professor Neumann. Must, A. (Ed.). Steinbrücke (S. 199 -218). Tartu: Ajaloosihtasutus Kleio (1998).
- Die historische Rechtsschule Rußlands in Dorpat und Professor Neumann. Steinbrücke. Estnische Historische Zeitschrift, S. 199 – 218. (1998).
- Von Göttingen nach Dorpat : Johann Philipp Gustav Ewers (1779-1830). Jahrbuch des baltischen Deutschtums, Band XLVII 2000 (S. 20 - 25). Lüneburg (2000).
- The development of the Estonian legal system. Reform of the legal system of the Republic of Estonia, 1992-1999. Zeitschrift für europäisches Privatrecht, 4, S. 873 - 877. (2000).
- Estonian legal culture on the threshold to the 21st century. International Journal of Legal Information, 1, S. 75 - 83. (2001).
- Enlargement of the European Union in the 21-st century - either integration or moving on parallel ways? In: Evaluation of legislation: proceedings of the fourth congress of the European Association of Legislation (EAL): Evaluation of legislation, in Warsaw (Poland), 15th-16th 2000. Baden-Baden: European Association of Legislation ; Deutsche Gesellschaft für Gesetzgebung, 2002, pp. 156-169. (2002).
- Die Zeit zwischen den Weltkriegen: westliche Vorbilder für die innere Organisation der neuen Staaten? Die baltischen Staaten im Schnittpunkt der Entwicklungen: Vergangenheit und Gegenwart, S. 133 - 140. Basel: Schwabe Verlag. (2002).
- Rolle der Rechtsgeschichte bei der Wiederherstellung der Souveränität der baltischen Staaten in der 90-er Jahren. In: Rättshistoria i föränding. Olinska stiftelsen 50 ar.Ett internationellt symposium i Stockholm den 19-21 november 1997: Legal History in Change. The Olin Foundation for Legal History 50 Years; Stockholm; 19-21 November 1997. Lund: Lund University, 2002, S. 293 - 302.  (2002).
- Kalevipoeg - seine staatstragende Gestaltung für Estland: Versuch, Kalevipoeg durch Kreutzwalds Leben zu rekonstruieren. Kalevipoeg: das estniche Nationalepos, S. 307 - 314. Stuttgart, Berlin: Berlin: Mayer (2004).
- F. G. von Bunge als Professor an der Universität Dorpat/Tartu (1831-1842). In: Õpetatud Eesti Seltsi Toimetised XXXV: Tundmatu Friedrich Georg von Bunge: Materjale Õpetatud Eesti Seltsi konverentsilt 200 aastat prof Friedrich Georg von Bunge (1802-1897) sünnist Tartu Ülikooli ajaloo muuseumis 27. aprillil 2002.. , 2006, S. 70 - 75. (2006).
- Baltische Rechtswissenschaftsgeschichte: zwei grenzüberschreitende Rechtshistoriker Friedrich von Bunge und Leo Leesment. Juridiskā zinātne = Law, S. 99 - 138. Rīga: Latvijas Universitāte: Latvia (2006).
- Kein Staat ohne Staatsmythos. Kalevipoeg – seine staatstragende Gestaltung für Estland. Ein Versuch das Reich Kreutzwalds und Kalevipoegs zu rekonstruieren. Diestelkamp, B. (Ed.). Liber Amicorum Kjell A. Modeer, S. 285 - 294. Lund: Lund University Press (2007).
- Baltische Rechtswissenschaftsgeschichte: Professor Jüri Uluots (1890-1945) in seiner und unserer zait. Juridiskā zinātne = Law, 740, S. 73 - 94. (2008).
- Europäische Rechtshistoriker des 19. Jahrhunderts Professor Oswald Schmidt - ein Jurist aus Livland, der während des Zeitalters des Nationalismus und nationalen Erwachens Rechtsgeschichte lehrte. Juridiskā zinātne = Law, S. 61 - 72. (2008).
- Friedrich Georg von Bunge und Leo Leesment. Ein biographischer Essay. Baltisch-europäische Rechtsgeschichte und Lexikographie, S. 233 - 280. Heidelberg, Heidelberger Akademie der Wissenschaften: Universitätsverlag Winter (2009).
- Das Frühwerk Ilmar Tammelos: Der Weg zum Wissenschaftler. Raimund Jakob, Lothar Philipps, Erich Schweighofer, Csaba Varga (Ed.). Auf dem Weg zur Idee der Gerechtigkeit. Gedenkschrift für Ilmar Tammelo, S. 5 - 21. Wien-Münster: LIT (2009).
- Die Rezeption Kelsens und der Einfluss der Reinen Rechtslehre in Estland. Robert Walter, Clemens Jabloner, Klaus Zeleny (Ed.). Hans Kelsen anderswo - Hans Kelsen abroad: Der Einfluss der Reinen Rechtslehre auf die Rechtstheorie in verschiedenen Ländern, S. 73 - 88. Hans-Kelsen-Institut - Universität Wien, Austria: Manz'sche Verlags Wien (2010).